# Cantonul Chablis
Cantonul Chablis este un canton din arondismentul Auxerre, departamentul Yonne, regiunea Burgundia, Franța.

## Comune
- Aigremont
- Beine
- Chablis (reședință)
- Chemilly-sur-Serein
- Chichée
- Chitry
- Courgis
- Fontenay-près-Chablis
- Lichères-près-Aigremont
- Préhy
- Saint-Cyr-les-Colons